# Гольдштейн, Сидней
Сидней Гольдштейн (англ. Sydney Goldstein; 3 декабря 1903, Халл, Англия — 22 января 1989, Белмонт, Массачусетс, США) — британский учёный в области математики и механики.

## Биография
Родился в семье эмигрантов из Ковно (Российская империя) Джозефа Гольдштейна (1876—1917) и Хильды Хэррис (1879—1914). Рано остался без родителей. Учился в школе в Сандерленде, продолжил обучение в университете Лидса (1921), где изучал математику, после перешёл в Колледж Святого Иоанна в Кембридже, который окончил в 1925 году. Научный руководитель — Гарольд Джеффрис. Получил Премию Смита в 1927 году.
В 1928 году защитил докторскую диссертацию «Теория и применение функций Матье». Получил поддержку научного фонда Рокфеллера и год стажировался в университете Гёттингена.
В 1929 году он стал членом колледжа Святого Джона, но позже в том же году начал читать лекции по математике в Университете Манчестера. Испытал большое влияние Осборна Рейнольдса и Горация Лэмба. В 1931 году переехал в Кембридж, приступил к редакции современных работ по гидродинамике, выполняемое ранее Лэмбом. C 1937 года член Лондонского королевского общества.
Во время Второй мировой войны вёл исследования по теории пограничного слоя, являясь сотрудником Национальной физической лаборатории.
Решительно поддержал создание в 1948 году государства Израиль и в 1950 году возглавил департамент математики в Технионе — Израильском технологическом институте. Осознав, что административная работа слишком тяжела для него, в 1954 году перешёл в Гарвардский университет, профессор прикладной математики.
Вышел на пенсию в 1968 году, почётный профессор Гарвардского университета. В 1975 году избран иностранным членом Финского научного общества.

## Научные интересы
- Taylor–Goldstein equation

## Оценки коллег
По мнению Лайтхилла Гольдштейн — «Один из тех, кто больше всего повлиял на прогресс в динамике жидкости в XX веке»

## Награды
- 1927 Премия Смита
- 1934 Премия Адамса
- 1965 медаль Тимошенко